# Sperken
Sperken ist eine Ortschaft (Rotte) in der Marktgemeinde Klam im Bezirk Perg in Oberösterreich, in der 188 Einwohner (Stand: 1. Jänner 2024) leben.

## Geographie
Sperken liegt auf 350 m ü. A. etwa einen Kilometer westlich und südwestlich des Ortszentrums von Klam und erstreckt sich entlang der Grenze zu den Ortschaften Amesbach, Schneckenreitstal und Schneckenreitsberg in der Nachbargemeinde Baumgartenberg. Im Norden von Sperken befindet sich der Klamer Ortsteil Gauning und nordöstlich der Markt Klam. Im Osten bildet der Klambach mit der Klamschlucht die Grenze.
Durch die Ortschaft verläuft eine von Münzbach nach Klam führende Gemeindestraße, von der eine weitere Gemeindestraße nach Baumgartenberg abzweigt.
Aus geologischer und geomorphologischer Sicht sowie unter Aspekten der Raumnutzung gehört Sperken überwiegend zur oberösterreichischen Raumeinheit Aist-Naarn-Kuppenland.

## Geschichte
In der Ortschaft erinnert eine Pestsäule oberhalb des Klamer Friedhofs an diese im 17. Jahrhundert in der Gegend herrschende Krankheit. Die Bewohner von Sperken zählen seit 1784 zur Pfarre Klam (zuvor Pfarre Saxen) und wurden dem Schulsprengel Klam zugeordnet. 1869 wohnten in Sperken in 21 Häusern 125 Personen.
Zwischen 1896 und 1908 wurden in Sperken vier Häuser vom Besitzer der Burg Clam aufgekauft und zum Großteil geschleift. Das Gelände wurde eingezäunt und Hirsche eingesetzt. Zusammen mit jenen in den angrenzenden Ortschaften Linden und Gauning waren 36 Häuser in den Gemeinden Klam und Baumgartenberg betroffen. Infolge der politischen und wirtschaftlichen Veränderungen am Ende des Ersten Weltkrieges wurde der Tiergarten wieder aufgelassen.
Der seit Errichtung der Pfarre Klam im Jahr 1784 bestehende Ortsfriedhof erstreckt sich auf den Ortsteil Sperken und wurde Ende des 19. Jahrhunderts erweitert.

## Bauwerke und Denkmäler
Markantestes Objekt in Sperken ist Burg Clam auf einem der höchsten Punkte der Ortschaft (357 m ü. A.) samt den dazugehörigen Gebäuden wie Meierhof und Burgschenke.
In der Klamschlucht befindet sich das Naturdenkmal Leonstein. Ebenfalls in der Klamschlucht befindet sich auf der ehemaligen Hammerschmiede (heute Elektrizitätswerk) ein Sgraffito von Ernst Graner, der mit der Tochter des Schmieds verheiratet war.
Eine Gedenktafel am Grillenberg-Schneiderhaus erinnert an den schwedischen Dichter August Strindberg, der von 1893 bis 1897 dort wohnte.
Über einem Bründl (Gitterbrunnen) aus dem 17. Jahrhundert wurde eine Kapelle gebaut, in der sich ein Bild von Leopold Kupelwieser befindet. Ende des 19. Jahrhunderts wurde die Villa Belle-Vue errichtet. Der Besitzer, Hofrat Vargas, ließ daneben eine Gruftkapelle aufstellen.
1973 ließ Georg Clam Martinic die Rieseneichen-Kapelle zu Ehren der Gottesmutter aus dem Stamm der 1000-jährigen Eiche errichten, die am 16. Juli 1972 nach einem Unwetter umgestürzt war.
Weitere Kleindenkmäler sind das Fraundorfer Kreuz (Kapelle), das Holzkreuz mit bemaltem Blechkorpus beim Lehner Tischler, und ein Holzkreuz am Beginn des Melchart-Berges. Unterhalb des Schlosses steht ein neugotisches, aus Granit bestehendes Marterl, das 1864 aufgestellt wurde.

## Veranstaltungen
Die Burgwiese unterhalb von Burg Clam ist seit mehreren Jahren Austragungsort der Clam Concerts mit Konzerten namhafter internationaler Künstler.